# Bailly-en-Rivière
Bailly-en-Rivière är en kommun i departementet Seine-Maritime i regionen Normandie i norra Frankrike. Kommunen ligger i kantonen Envermeu som tillhör arrondissementet Dieppe. År 2022 hade Bailly-en-Rivière 514 invånare.

## Befolkningsutveckling
Antalet invånare i kommunen Bailly-en-Rivière
| Referens: INSEE |